# Protichneumon jesperi
Protichneumon jesperi är en stekelart som först beskrevs av Holmgren 1886.  Protichneumon jesperi ingår i släktet Protichneumon och familjen brokparasitsteklar. Arten är reproducerande i Sverige. Inga underarter finns listade i Catalogue of Life.